# Argentina Open 2023 - Qualificazioni singolare
Le qualificazioni del singolare dell'Argentina Open 2023 sono state un torneo di tennis preliminare per accedere alla fase finale della manifestazione. I vincitori dell'ultimo turno sono entrati di diritto nel tabellone principale. In caso di ritiro di uno o più giocatori aventi diritto a questi sono subentrati i lucky loser, ossia i giocatori che hanno perso nell'ultimo turno ma che avevano una classifica più alta rispetto agli altri partecipanti che avevano comunque perso nel turno finale.

## Teste di serie
1. Facundo Bagnis (ultimo turno)
2. Dušan Lajović (qualificato)
3. Juan Pablo Varillas (qualificato)
4. Hugo Gaston (ultimo turno)

1. Juan Manuel Cerúndolo (primo turno)
2. Timofej Skatov (primo turno)
3. Nicolás Jarry (primo turno)
4. Federico Delbonis (ultimo turno)

## Qualificati
1. Camilo Ugo Carabelli
2. Dušan Lajović

1. Juan Pablo Varillas
2. Yannick Hanfmann

## Tabellone

### Sezione 1
|  | Primo turno | Primo turno          | Primo turno          | Primo turno | Primo turno |  |  | Ultimo turno | Ultimo turno         | Ultimo turno | Ultimo turno | Ultimo turno |  |
|  |             |                      |                      |             |             |  |  |              |                      |              |              |              |  |
|  | 1           | Facundo Bagnis       | Facundo Bagnis       | 7           | 6           |  |  |              |                      |              |              |              |  |
|  |             | Franco Agamenone     | Franco Agamenone     | 5           | 1           |  |  | 1            | Facundo Bagnis       | 6(3)         | 6            | 2            |  |
|  |             | Camilo Ugo Carabelli | Camilo Ugo Carabelli | 6           | 6           |  |  |              | Camilo Ugo Carabelli | 7            | 4            | 6            |  |
|  | 6           | Timofej Skatov       | Timofej Skatov       | 2           | 1           |  |  |              |                      |              |              |              |  |

### Sezione 2
|  | Primo turno | Primo turno           | Primo turno           | Primo turno | Primo turno |  |  | Ultimo turno | Ultimo turno          | Ultimo turno          | Ultimo turno | Ultimo turno |  |
|  |             |                       |                       |             |             |  |  |              |                       |                       |              |              |  |
|  | 2           | Dušan Lajović         | Dušan Lajović         | 6           | 6           |  |  |              |                       |                       |              |              |  |
|  | Alt         | Renzo Olivo           | Renzo Olivo           | 3           | 4           |  |  | 2            | Dušan Lajović         | Dušan Lajović         | 6            | 6            |  |
|  | Alt         | Felipe Meligeni Alves | Felipe Meligeni Alves | 7           | 6           |  |  | Alt          | Felipe Meligeni Alves | Felipe Meligeni Alves | 3            | 3            |  |
|  | 7           | Nicolás Jarry         | Nicolás Jarry         | 6(3)        | 4           |  |  |              |                       |                       |              |              |  |

### Sezione 3
|  | Primo turno | Primo turno            | Primo turno            | Primo turno | Primo turno |  |  | Ultimo turno | Ultimo turno        | Ultimo turno        | Ultimo turno | Ultimo turno |  |
|  |             |                        |                        |             |             |  |  |              |                     |                     |              |              |  |
|  | 3           | Juan Pablo Varillas    | Juan Pablo Varillas    | 6           | 6           |  |  |              |                     |                     |              |              |  |
|  | WC          | Thiago Agustín Tirante | Thiago Agustín Tirante | 2           | 4           |  |  | 3            | Juan Pablo Varillas | Juan Pablo Varillas | 7            | 6            |  |
|  | Alt         | Andrea Pellegrino      | Andrea Pellegrino      | 6(5)        | 0           |  |  | 8            | Federico Delbonis   | Federico Delbonis   | 5            | 2            |  |
|  | 8           | Federico Delbonis      | Federico Delbonis      | 7           | 6           |  |  |              |                     |                     |              |              |  |

### Sezione 4
|  | Primo turno | Primo turno           | Primo turno | Primo turno | Primo turno |  |  | Ultimo turno | Ultimo turno     | Ultimo turno     | Ultimo turno | Ultimo turno |  |
|  |             |                       |             |             |             |  |  |              |                  |                  |              |              |  |
|  | 4           | Hugo Gaston           | 6           | 5           | 6           |  |  |              |                  |                  |              |              |  |
|  |             | Jozef Kovalík         | 4           | 7           | 2           |  |  | 4            | Hugo Gaston      | Hugo Gaston      | 1            | 0            |  |
|  |             | Yannick Hanfmann      | 6           | 3           | 6           |  |  |              | Yannick Hanfmann | Yannick Hanfmann | 6            | 6            |  |
|  | 5/WC        | Juan Manuel Cerúndolo | 3           | 6           | 2           |  |  |              |                  |                  |              |              |  |